# Oncostemum pauciflorum
Oncostemum pauciflorum là một loài thực vật có hoa trong họ Anh thảo. Loài này được A. DC. mô tả khoa học đầu tiên năm 1841.